# Conquista dell'Italia di Teodorico
La conquista dell'Italia di Teodorico fu una delle guerre più decisive della storia dei regni romano-barbarici, visto che contribuì al distacco dell'Italia dall'Impero romano d'Oriente, di cui Odoacre si era dichiarato vicario. 
La guerra vide inoltre come protagonisti due dei più abili comandanti di tutti i tempi, Odoacre e Teodorico. Entrambi dimostrarono una grande tenacia, tanto che tutte le battaglie campali sarebbero state vinte dal primo senza il coraggio del secondo, che combatteva in prima fila incitando i guerrieri a combattere più valorosamente.
La guerra riveste una grande importanza anche perché vide la nascita del Regno ostrogoto d'Italia (ufficialmente Regnum Italiae). Questo regno romano-barbarico sopravvisse fino al 553, al termine della guerra gotica, quando gli ultimi Goti vennero sconfitti dall'Impero romano d'Oriente, di cui l'Italia diventò una nuova provincia. I Bizantini, come gli Ostrogoti non poterono imporre il loro potere stabilmente a causa dei Longobardi.

## Contesto storico

### Odoacre e l'Impero Romano d'Oriente
Quando, nel 476 l'ultimo imperatore romano, Romolo Augustolo fu deposto, Odoacre, il capo delle genti germaniche all'interno dell'Esercito Romano, in prevalenza Eruli e Gepidi, decise, per non inimicarsi la nobiltà senatoria dell'ex impero e guadagnarsi la fiducia dell'impero Orientale, di dichiararsi Vicario o "Patricius" dell'Impero Romano D'Oriente, mantenendo così buoni rapporti con la nobiltà senatoria e assumere agli occhi dei Romani non la figura del sovvertitore ma quella del restauratore. Ma l'imperatore D'Oriente, Zenone sopportava a malapena l'idea di un re barbaro in Italia, e fin dall'inizio i rapporti tra lui e Odoacre si guastarono, anche per l'autonomia che Odoacre esercitò in politica estera. Infatti Odoacre cominciò una politica estera aggressiva contro i popoli ai confini del suo dominio come i Gepidi e i Rugi.
All'interno Odoacre stabilì una buona politica che gli ingraziò il senato, rispettando le regole dell'esercito barbarico precisate nel 398. L'obiettivo era infatti non spaventare i senatori con il miraggio di saccheggi e distruzioni da parte delle truppe barbariche, che dovettero come sempre restare negli acquartieramenti in terra italica. La politica religiosa fu ancora più prudente: egli infatti cominciò una politica di tolleranza religiosa, ma ci furono dei guai quando il vescovo di Roma Simplicio morì, e si vociferava di colpi di stato a favore dei Bizantini. Odoacre decise allora di promulgare una legge che vietava al neoeletto di alienare i beni ecclesiastici che potevano servire per finanziare una politica contrapposta alla sua. Odoacre decise inoltre di dare il proprio aiuto al vescovo di Pavia, Epifanio, che chiedeva tasse più basse e che venne accontentato con l'esenzione da tributi per cinque anni.

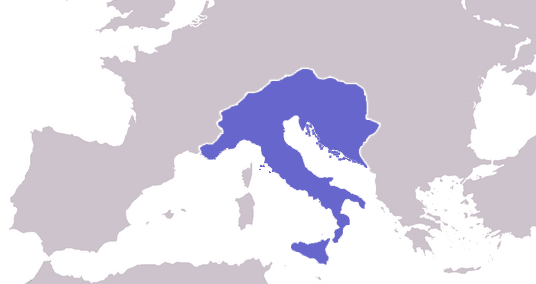
Possedimenti di Odoacre nel 488

Un altro modo di mettersi in mostra fu di intervenire contro il prefetto ligure Pelagio, reo di aver imposto tasse sui beni ecclesiastici di Epifanio. Il funzionario venne arrestato. Anche nel caso di altri ecclesiastici venne raggiunto un accordo con Severino, vescovo del Norico. In politica estera Odoacre operò, tra il 486 e il 488, contro i Rugi.  Nella campagna, Odoacre decise di dare un aiuto a un tale Illio, o almeno così ci dicono le fonti a proposito dell'alleanza tra il re degli Ostrogoti Teodorico e i Rugi. Comunque, la campagna finì in una netta vittoria per Odoacre, che però intraprese un nuovo passo verso la guerra: rinunciò ai territori conquistati e si dichiarò Rex, guadagnandosi così l'inimicizia di Zenone, che decise di sbarazzarsi di lui e dell'altro personaggio d'incomodo: Teodorico, re dei Goti. Quest'ultimo infatti aveva guerreggiato a lungo contro i barbari, sconfiggendoli sempre, e nel 486 aveva sconfitto Ullio, un usurpatore che si era fatto portavoce delle richieste del suo popolo insoddisfatto della terra loro aggiudicata: Ullio arrivò a minacciare Costantinopoli e a devastarne i sobborghi. Fu così che, per sbarazzarsi dei due nemici, Zenone decise di concedere il titolo di Re d'Italia a Teodorico, e di spingerlo ad attaccare Odoacre.

## La guerra

### Scontri sul Danubio
Secondo le diverse fonti che trattano della guerra l'esercito di Teodorico era composto da almeno 20 000 guerrieri Goti e da alcuni contingenti di natura diversa, probabilmente Rugi. La marcia del popolo ostrogoto (almeno 100 000 uomini, donne e bambini), cominciò a Sirmium, da dove percorsero la Slovenia per attaccare Odoacre nella pianura padana.
Purtroppo però i Gepidi, un popolo che viveva in quelle zone aveva creato un lungo sbarramento sul fiume Vuka, vicino all'odierna Vukovar. Gli storici discutono molto su questo fatto. Non ci sono certezze su ciò, ma a causa dei pessimi rapporti tra i due popoli è improbabile che i due fossero alleati: semplicemente i Gepidi erano ostili ad un'invasione di Teodorico, e che il loro sbarramento non fosse legato per niente a Odoacre.
Teodorico cominciò a prepararsi per la battaglia. La battaglia cominciò con un attacco sanguinoso da parte dei Goti che però vennero messi in difficoltà in una sanguinosa mischia, ma Teodorico, che era rimasto in posizione arretrata con un contingente di soldati attaccò con grande valore il centro del nemico mettendolo in fuga mentre i soldati dei lati si slanciarono sulle ali dei Gepidi che rimasero senza speranza di fuggire, e che furono sterminati senza pietà dai vincitori. A questa vittoria, probabilmente seguirono numerose scaramucce, ma le fonti non ne riportano traccia, e probabilmente non ci furono grandi battaglie campali. Intanto, Odoacre si trovava in difficoltà: infatti, nonostante la politica moderata non era benvisto, in quanto barbaro, dalla classe senatoria, che quindi, col sopraggiungere di un esercito forte guidato da un re forte e valoroso, peraltro sostenuto da Costantinopoli, cominciarono le prime defezioni, ma Odoacre non si fece scoraggiare e con il suo nuovo magister militum, Tufa si portò a ridosso delle Alpi, proprio quando nel 489 gli Ostrogoti attraversarono le Alpi e si trovarono in Italia.

### Battaglie di Isonzo e Verona
Teodorico entrò in Italia nel 489, e Odoacre, che era arrivato sul fiume Isonzo con 10 000 soldati, venne sconfitto vicino ad Aquileia il 28 agosto. Le fonti ce ne parlano come se fosse una scaramuccia, dato i pochi accenni, ma dato il fatto che Odoacre si ritirò molto indietro, attestandosi sull'Adige presso Verona, è probabile che la battaglia si fosse conclusa con una vittoria di Teodorico. Quel poco che le fonti ci dicono ci permette di stabilire che la battaglia avvenne su un ponte e che Teodorico avesse guidato i cavalieri Ostrogoti contro Odoacre sul ponte mentre la fanteria passava il fiume poco lontano per sorprendere Odoacre che si ritirò prima di farsi accerchiare.
Odoacre, inoltre arretrò molto per raccogliere quante più truppe possibile, pronto a combattere contro il suo mortale nemico. La fanteria di Odoacre era composta probabilmente da mercenari come gli Eruli: si trattava di fanti ben disciplinati e ben armati, tanto da godere la nomea di "migliore fanteria dell'epoca", soprattutto per la loro capacità di formare schieramenti serrati. Secondo le fonti si trattava di guerrieri alti e possenti, con grosse armature a scaglie che li rendevano però lenti e impacciati. Poi c'erano i cavalieri Alani e Sciri, indisciplinati combattenti con armature leggere.
Teodorico, invece disponeva di una cavalleria molto più potente di quella di Odoacre: i cavalieri Ostrogoti erano agili e armati in modo da combattere velocemente. Avevano lunghi scudi e lance ben affilate, e sapevano estrarre la spada con destrezza. La fanteria era invece divisa tra i pesantemente armati ma inesperti Rugi e gli Ostrogoti stessi, che erano coraggiosi ed esperti, ma che cedevano facilmente sotto pressione di una fanteria meglio addestrata. Nonostante ciò potevano contare su un capo esperto come Teodorico, che era uno stratega migliore di tanti altri, e, forse, anche dello stesso Odoacre. A Verona si doveva combattere la battaglia decisiva che si svolse tra il 28 e il 30 settembre.
La battaglia cominciò con un attacco massiccio dei Goti contro gli Eruli, che si trovavano a ridosso del fiume. L'attacco venne respinto, mentre il combattimento tra le cavallerie era ancora in forse. Gli Eruli allora avanzarono contro i Goti in fuga. Teodorico, visto i suoi arretrare decise di raccogliere alcuni drappelli che nascose dietro i carriaggi che fece schierare davanti al nemico, mentre con un contingente attaccò il nemico combattendo in prima fila con i soldati incitandoli a essere valorosi e senza paura.  la cavalleria, si ritirava, mentre i cavalieri Alani e Sciri, invece di obbedire agli ordini di Odoacre si gettarono sui carriaggi dove i drappelli nascosti li massacrarono. Intanto i Goti stavano avanzando in una mischia sanguinosa, nella quale gli Eruli cominciarono a fuggire. L'attacco della cavalleria Ostrogota sul lato costrinse gli Eruli a scappare verso il fiume dove molti di loro o affogarono o vennero macellati dai Goti all'inseguimento. La battaglia era stata una grande vittoria, e Teodorico decise di non lanciare i suoi all'inseguimento degli sconfitti a causa dalle perdite ingenti. Odoacre decise allora, conoscendo le scarse tecniche d'assedio dei Goti di asserragliarsi a Ravenna, ma Teodorico lo sorprese occupando Milano e Pavia che gli aprì le porte per evitare il saccheggio. Secondo le fonti, inoltre, Odoacre sarebbe andato a Roma che gli avrebbe chiuso le porte in faccia, ma gli storici tendono a credere che si tratti di una notizia poco attendibile.

### Tufa
Proprio quando Odoacre aveva più bisogno di uomini avvenne un fatto imprevisto: il magister militum, infatti, defezionò, e con molti soldati abbandonò Odoacre per passare ai Goti. La fonte principale di questo evento, l'Anonimo Valesiano, non dà spiegazioni credibili all'evento. Non è da escludere che la mossa di Tufa servisse a ritardare l'attacco finale a Odoacre (infatti Tufa avrebbe potuto chiedere pietà per il proprio generale), ma l'ipotesi è poco credibile, in quanto Teodorico era un personaggio spietato e ambizioso. Teodorico, allora, decise di affidare a Tufa la conduzione delle operazioni a Ravenna, dove però un'altra sorpresa avvenne. Infatti qui passò nuovamente dalla parte di Odoacre, e fece massacrare i Goti che erano con lui.
Non è improbabile che in verità Tufa fosse d'accordo con Odoacre fin dall'inizio, esercitando una specie di doppio gioco, per imbrogliare Teodorico e indurlo a fidarsi di colui che lo avrebbe tradito. In effetti il risultato fu brillante: un intero esercito Ostrogoto era stato distrutto e ora Odoacre poteva riprendere l'iniziativa contro il nemico. Le truppe di Odoacre marciarono allora verso Milano dove Teodorico ordinò alle truppe di ritirarsi. Milano venne quindi saccheggiata barbaramente, mentre Teodorico, assediato a Pavia era sotto pressione nemica. Fu allora che Odoacre commise due gravi errori politici: il primo fu saccheggiare Milano perdendo il favore della popolazione, e il secondo fu dichiararsi Augusto e mettere il figlio Tela come Cesare. La classe senatoria non la prese bene, e l'intera Italia Meridionale si ribellò: Cassiodoro e l'intera Sicilia si staccarono da Odoacre e si offrirono a Teodorico, che ora poteva dichiararsi salvato da una sconfitta.

### Intervento barbarico: L'Adda
In quello stesso momento, per peggiorare la situazione di Odoacre avvenne una vera e propria invasione da parte dei Burgundi del re Gundobaldo che decisero di approfittare delle divisioni in Italia per operare delle scorrerie in Liguria. Sembra che i prigionieri fossero moltissimi e che solo tempo dopo Teodorico si sarebbe occupato di loro, pagandone i riscatti. L'attacco dei Burgundi fu molto dannoso all'immagine di Odoacre che non era né intervenuto, né tanto meno aveva tentato di mandare dei soccorsi. L'incursione dei Burgundi è poco conosciuta nei particolari, e non si ha traccia di eventi bellici del periodo di incursione burgundo, e ciò fa pensare che si trattò di un'incursione costellata di saccheggi e distruzioni che non incontrarono opposizione.
Ma, per peggiorare ancora di più la situazione ci si misero i Visigoti del re Alarico II, che per solidarietà etnica con gli Ostrogoti invase l'Italia, liberando Pavia dalla morsa di Odoacre. Per Teodorico la situazione volgeva a favore, e, lasciati Frederico, il comandante dei Rugi al suo servizio, e i suoi soldati a Pavia, marciò per ricongiungersi con i Visigoti. Odoacre si accorse troppo tardi dell'errore e decise di attaccare le truppe Gote riunite, che contavano almeno 40 000 soldati. Odoacre inoltre disponeva di soli 20 000 soldati, e la battaglia che si stava per combattere sull'Adda nei pressi dell'odierna Pizzighettone sembrava ormai già decisa.
Odoacre disponeva di soldati inoltre inferiori in disciplina e in armamento rispetto a quelli di Verona, visto che molti Eruli erano morti. Odoacre e il suo comes Pierio si stabilirono al centro, con Tufa che si poneva al fianco. Dal canto suo, Teodorico stava al centro mentre i Visigoti di Alarico II si ponevano sul fianco. Si sa che la battaglia cominciò in una mischia senza strategia o tattica: si combatteva in modo sanguinoso e senza esclusione di colpi. La battaglia era ormai decisa solo dal numero, e in breve i soldati di Odoacre scapparono via, mentre Tufa e i suoi scappavano lungo la Valle dell'Adige. La vittoria non fu una sorpresa per Teodorico, che ormai poteva fruire di più soldati dell'avversario. A Odoacre rimaneva solo Ravenna, Rimini e Cesena oltre alla Valle dell'Adige presidiata da Tufa, il quale poteva essere determinante nella guerra come lo era stato nel 489.

## Assedio a Ravenna e fine di Tufa

### Frederico e i Rugi
Intanto a Pavia stava un altro degli alleati di Teodorico, il re dei Rugi, Frederico un soldato violento e avido, o almeno così ce lo descrivono le fonti che ci riferiscono della sua tirannia a Pavia che occupò in modo violento e che governò male. Frederico aveva infatti vessato la popolazione con un saccheggio delle chiese e poi in una violenta tassazione. Tutto ciò danneggiava la figura di Teodorico, la cui immagine di liberatore dalle tirannie poteva essere distrutta dal comportamento di Frederico. Non è improbabile che, però, Frederico e i suoi non fossero altro che dei capri espiatori per alcuni comportamenti degli Ostrogoti che Teodorico non poteva punire per non guadagnarsi l'antipatia del proprio popolo.
Fu così che, una volta arrivato a Pavia, e ricevuto il vescovo Epifanio, che gli parlò del malgoverno (sempre secondo le fonti come Cassiodoro e Anonimo Valesiano) Teodorico convocò il re dei Rugi per discutere della faccenda. Però Frederico non ne poteva più dei suoi ordini, e ordinò ai suoi di abbandonare la città dopo un violento alterco. Forse avvenne persino un combattimento, che comunque vide i Rugi fuggire e passare dalla parte di Odoacre.
Intanto nel resto dell'Italia, Teodorico stava guadagnando diversi consensi, e il re chiese la porpora regia all'imperatore Zenone, che però, proprio nell'aprile dello stesso anno morì. Il suo successore Anastasio I, era meno ostile a Odoacre rispetto al predecessore, e non badò più alla questione italica. Intanto a Ravenna, Odoacre si stava preparare a difendere la città, che Teodorico fece bloccare solo per terra, mentre dal mare arrivavano i rifornimenti.

### Tufa e Frederico
Fu così che Frederico e i suoi Rugi si unirono al magister militum Tufa. Si trattò di una defezione grave per gli Ostrogoti, che si trovarono con ben 5 000 nuovi nemici. Odoacre, assediato a Ravenna, esultò per la notizia, e si preparò per una sortita al di fuori della città, che intanto era stata messa sotto assedio. Infatti Teodorico aveva deciso di circondare Ravenna sulla terra, senza però lanciare degli attacchi troppo rischiosi per i suoi Goti, famosi per la loro incapacità negli assedi, mentre attaccava Rimini e Cesena, gli ultimi due centri a favore di Odoacre oltre a Ravenna. Soprattutto su Rimini si concentravano gli sforzi di Teodorico, che aveva bisogno della piazzaforte per far partire un blocco a Ravenna anche sul mare.
Intanto, Tufa e Frederico avevano deciso di attaccare gli Ostrogoti a Pavia, ma secondo le fonti, i due non andavano affatto d'accordo, forse a causa della diffidenza tra i Rugi e gli Eruli che tante volte si erano fatta la guerra. Forse altri disaccordi derivavano dal carattere di Frederico, un sovrano crudele, che forse ambiva addirittura a diventare re d'Italia aspettando che Teodorico e Odoacre si distruggessero a vicenda. Ma le fonti dicono che i due litigassero per i bottini di guerra, e forse è più probabile ciò: in ogni caso si arrivò allo scontro, avvenuto tra Trento e Verona.
La battaglia fu una mischia sanguinosa, e probabilmente i due capi combattevano in prima fila. Nella mischia, Tufa morì colpito da una lancia, e siccome è probabile che anche Frederico fosse morto nello scontro, i due eserciti si annientarono a vicenda, anche se alcuni Rugi riuscirono a tornare da Teodorico. La notizia dovette abbattere Odoacre, che si vide privato di 10 000 soldati necessari per la guerra.

## La fine di Ravenna

### Presa di Rimini e sortite di Odoacre
Nel 492, Teodorico si era sbarazzato di Tufa, e poteva occuparsi di Odoacre e di Ravenna, che ormai erano praticamente isolate. Il re goto, però, prima si occupò di Rimini, la cui presa era necessaria per bloccare i rifornimenti a Ravenna. Mentre intensificava gli sforzi, Odoacre stava preparando i piani per delle sortite. Infatti il suo prestigio, dall'inizio della guerra era crollato per via delle continue sconfitte in campo aperto, e doveva, per recuperare l'immagine del conquistatore e del condottiero, condurre delle offensive al di fuori di Ravenna. Anche per Teodorico, la presa della città era di priorità, visto che il suo grande prestigio non doveva crollare, e anche per consolidare il suo dominio in Italia. Infatti il Sud e il Centro si erano arresi, ma c'era il pericolo di rivolte, e per evitare ciò, decise di inviare una carica a Costantinopoli per legalizzarla. In questo modo sarebbe apparso come un sovrano legittimo.
Intanto, Odoacre aveva nominato un nuovo magister militum, un barbaro di nome Tuldila, forse un soldato particolarmente valoroso (le fonti, a parte Tufa, sono piuttosto vaghe sulla personalità e la provenienza dei vice di Odoacre. Tuldila propose allora uno sfondamento su due direttrici: una su Ponte Candiano, e sulla Pineta Classe.

### Sortita a Classe
Odoacre e Tuldila decisero di attaccare la notte il 15 luglio 492, e il primo attacco fu diretto verso la Pineta Classe, guidata da Odoacre, che sconfisse i Goti costringendoli a fuggire, ma Teodorico decise di formare una seconda linea, dove Odoacre fu costretto ad arretrare. Su Ponte Candiano, Tuldila riuscì ad avanzare, ma Teodorico lanciò i suoi contro Odoacre, che fuggì addosso a Tuldila.
I due eserciti alleati cozzarono contro, e Teodorico attaccò il ponte, che crollò portandosi via Tuldila che morì affogato nel fiume Ronco. L'ennesima vittoria di Teodorico segnò la fine di Odoacre, e in un certo senso, anche delle invasioni barbariche del V secolo. Odoacre decise di fortificarsi all'interno dell'imprendibile Ravenna, ma all'improvviso, Rimini, stremata dalla fame, si arrese, dando a Teodorico un porto da dove far partire il blocco a Ravenna.

### Odoacre sconfitto
Ormai la fortuna aveva definitivamente voltato le spalle a Odoacre, che da quel momento si trovò rinchiuso a Ravenna di cui Teodorico fece bloccare il porto con una grande flotta. Un altro incarico, oltre a impedire l'arrivo dei rifornimenti via mare, aveva anche il compito di sorvegliare Odoacre ed impedirne una fuga improbabile ma non impossibile. Odoacre, rinchiuso all'interno della città, si trovò di colpo senza cibo, anzi, a causa della sua sicurezza della continuità dei rifornimenti via mare, non aveva provveduto a far riempire i magazzini anche se le fonti non parlano però di rivolte della popolazione contro Odoacre.
Teodorico, intanto si trovava davanti diverse situazioni da risolvere: l'imperatore bizantino Anastasio aveva cominciato a guardarlo con crescente ostilità, mentre i Rugi e i Gepidi, oltre ovviamente ai Burgundi e ai Franchi, minacciavano le frontiere e in alcune zone i latini si stavano ribellando.
Per questi motivi Teodorico decise di affrettare le operazioni militari: Cesena cedette per fame, e Odoacre si trovò confinato a Ravenna. Qui il cibo era ridotto all'osso e ormai erano finite le scorte di grano. Molti morivano per fame, e i soldati si aggredivano tra di loro per pochi grammi di cibo. Nonostante ciò, Odoacre sapeva che il suo rivale ostrogoto non si trovava comunque in una posizione troppo rassicurante.
Intanto Teodorico stava gestendo l'assedio con sempre meno interesse, visto che doveva occuparsi di altre faccende, e decise di stipulare una tregua con Odoacre. In quello stesso momento gli giunse notizia che alcuni Gepidi avevano attraversato le Alpi. Dopo averli sconfitti, Teodorico strinse con loro la pace, facendo poi ritorno a Ravenna. Secondo le fonti, Teodorico offrì al proprio mortale nemico un'intesa di pace che venne stipulata il 5 marzo. Odoacre optò per tale soluzione perché era ormai allo stremo, e sarebbe stata solo questione dei tempo che Ravenna cadesse. Forse, il vero motivo stava nella minaccia che gli Eruli e gli Sciri, insieme ai Rugi minacciavano di attaccarlo insieme ai Bizantini per proteggere Odoacre. Quindi si può ipotizzare che Teodorico volesse togliere ai Bizantini e agli altri barbari ogni pretesto per attaccarlo.
Qualunque fosse il patto, Odoacre decise di accettarlo, e lui, insieme al figlio Tela furono dichiarati Cesari del re d'Italia Teodorico. Ma quest'ultimo non era incline ad accettare di governare con Odoacre, e il 15 marzo lo invitò al suo palazzo per pranzare. Odoacre venne con una guardia del corpo composta da bucellari (ossia soldati barbarici). Ma Teodorico fece scattare la trappola. Un centinaio di guerrieri circondarono la guardia di Odoacre, ma nessuno osava colpirlo. Allora Teodorico, che intendeva dimostrare di essere superiore ai suoi soldati, afferrò una spada e lo trafisse allo stomaco, infierendo poi sul corpo.